# Mollia
Mollia (piemontiul: La Mòja) település Olaszországban, Vercelli megyében. Lakosainak száma 92 fő (2023. január 1.). Mollia Campertogno, Alto Sermenza, Alagna Valsesia és Boccioleto községekkel határos.

## Népesség
A település népességének változása:
| Lakosok száma | 93   | 96   | 92   |
|               | 2017 | 2018 | 2023 |